# Working Classical
Albums de Paul McCartney
Run Devil Run
(1999) Liverpool Sound Collage
(2000)
Albums de musique classique de Paul McCartney
Paul McCartney's Standing Stone
(1997) Ecce Cor Meum
(2006)
Working Classical est un album de musique classique de Paul McCartney paru en 1999. Il tire son origine dans les orchestrations des chansons de l'artiste interprétées au cours des cérémonies en l'honneur de son épouse Linda morte en 1998.
Le disque présente en effet des versions orchestrales de plusieurs succès de McCartney en solo, accompagné de plusieurs airs inédits. Tous sont interprétés par l'orchestre symphonique de Londres.
Malgré sa parution deux semaines seulement après un album studio de l'artiste, Run Devil Run, ainsi qu'une absence quasi totale de promotion, Working Classical atteint la première place des charts de musique classique aux États-Unis. Une première représentation a également lieu en octobre à Liverpool.

## Liste des titres
Toutes les chansons sont écrites et composées par Paul McCartney.
1. Junk – 2:49
  - Version originale sur l'album McCartney
2. A Leaf – 11:08
  - Version originale sortie en single en 1999 interprétée par la pianiste russe Anya Alexeyev
3. Haymakers – 3:33
4. Midwife – 3:34
5. Spiral – 10:02
6. Warm and Beautiful – 2:31
  - Version originale sur l'album Wings at the Speed of Sound
7. My Love – 3:48
  - Version originale sur l'album Red Rose Speedway
8. Maybe I'm Amazed – 2:04
  - Version originale sur l'album McCartney
9. Calico Skies – 1:52
  - Version originale sur l'album Flaming Pie
10. Golden Earth Girl – 1:57
  - Version originale sur l'album Off the Ground
11. Somedays – 3:05
  - Version originale sur l'album Flaming Pie
12. Tuesday – 12:27
13. She's My Baby – 1:47
  - Version originale sur l'album Wings at the Speed of Sound
14. The Lovely Linda – 0:56
  - Version originale sur l'album McCartney